# Sortino-Verhältnis
Das Sortino-Verhältnis (englisch Sortino ratio) ist ein Maß für den risikobereinigten Gewinn einer Geldanlage. Es ist eine Modifikation des Sharpe-Verhältnisses. 

## Grundlagen
Während das Sharpe-Verhältnis die übliche Volatilität der Geldanlage berücksichtigt, berücksichtigt das Sortino-Verhältnis nur den Teil der Volatilität, der von abwärtsgerichteten Bewegungen erzeugt wird. Die aufwärts gerichteten Bewegungen gelten als günstig und werden mit dem Wert Null in die Berechnung einbezogen. Dadurch reagiert die Volatilitätskomponente auf die Häufigkeit der abwärtsgerichteten Bewegungen, das heißt, sie berücksichtigt eine mögliche asymmetrische Renditeverteilung. Die Sortino-Ratio wurde von Frank A. Sortino und L. N. Price 1994 entwickelt.

## Berechnung
Das Sortino-Verhältnis wird wie folgt berechnet:
{\displaystyle S={{{\bar {r}}-r_{MAR}} \over {\sigma _{d}}}}
Dabei ist {\displaystyle {\bar {r}}} die erwartete Rendite, {\displaystyle r_{MAR}} die durchschnittliche Rendite einer als Vergleichsmaßstab dienenden Geldanlage, zum Beispiel der risikolose Zins aus Staatsanleihen, und {\displaystyle \sigma _{d}} die sogenannte Downside-Deviation oder Downside-Volatilität.
Für historische Renditen {\displaystyle r_{i},1\leq i\leq n,} lässt sich das Sortino-Verhältnis berechnen aus
{\displaystyle \sigma _{d}={\sqrt {{1 \over {n}}\sum _{i=1}^{n}\left(\min \left(r_{i}-r_{MAR},0\right)\right)^{2}}}}
{\displaystyle {\bar {r}}={\left(\prod _{i=1}^{n}(1+r_{i})\right)}^{1 \over n}-1}
Bei der Berechnung der Volatilitätskomponente {\displaystyle \sigma _{d}} werden nur die Renditen berücksichtigt, die die kleinste akzeptierte Rendite (englisch minimum acceptable return) {\displaystyle r_{MAR}} nicht übersteigen. Trotzdem wird durch {\displaystyle n}, also die Anzahl aller Renditen des Betrachtungszeitraums geteilt. Da es sich bei der Downside-Deviation nicht um eine statistische Kennzahl im eigentlichen Sinne handelt, wird anders als bei der Standardabweichung einer Stichprobe durch {\displaystyle n} anstelle von {\displaystyle n-1} dividiert.
In diesem Fall ist {\displaystyle {\bar {r}}} die gemittelte geometrische Rendite.
Teilweise wird auch mit der mittleren arithmetischen Rendite gerechnet. Dann ist
{\displaystyle {\bar {r}}={{1 \over {n}}\sum _{i=1}^{n}{r_{i}}}}
Üblicherweise wird das Sortino-Verhältnis aus monatlichen Renditen ermittelt und durch Multiplikation mit {\displaystyle {\sqrt {12}}} annualisiert.
Falls keine der historischen Renditen kleiner ist als die Minimalrendite {\displaystyle r_{MAR}}, ergibt sich als Volatilitätskomponente {\displaystyle \sigma _{d}} und somit als Quotient eine Null. Dann lässt sich das Sortino-Verhältnis nicht berechnen (Teilung durch Null).

## Bedeutung
Das Sortino-Verhältnis wurde von Frank A. Sortino entwickelt. Es wird insbesondere als Kennzahl für die Beurteilung von Hedgefonds-Investments verwendet, die möglichst in allen Marktphasen einen Absolute Return erwirtschaften wollen.